# Weinst du
Weinst du ist ein Lied der deutschen Indie-Pop-Band Echt, das im September 1999 erschien.

## Entstehung und Veröffentlichung
Das Lied wurde gemeinsam von Stefan Endrigkeit, Jan Kelber, Lars Plogschties, Joachim Schlüter und Dirk Züther geschrieben. Für die Produktion zeichnete Franz Plasa verantwortlich.
Die Erstveröffentlichung von Weinst du erfolgte am 10. September 1999 bei Laughing Horse Music, als Teil von Echts zweiten Studioalbum Freischwimmer (Katalognummer: 0080232LHM). Am 31. Dezember 1999 erschien das Lied als zweite Singleauskopplung aus dem Album. Diese erschien als CD-Maxi-Single mit einer Liveversion und einem Remix zu Weinst du sowie einer Liveversion von Messer, das von der deutschen Sängerin Oceana gesungen wurde, als B-Seiten (Katalognummer: 0080265LHM).

## Hintergrund
Im Rahmen der Aufnahmen für den Sampler Pop 2000, das zur gleichnamigen zwölfteiligen Fernsehdokumentation über 50 Jahre Popmusik und Jugendkultur in Deutschland erschien, coverte die Band Echt zunächst den Titel König von Deutschland von Rio Reiser. Sänger Kim Frank bezeichnete Reiser rückblickend als einen wichtigen musikalischen Einfluss seiner Kindheit.
Nach Veröffentlichung des Covers erhielt die Band von ihrer Plattenfirma ein Demoband mit unveröffentlichten Aufnahmen, die angeblich von Rio Reiser stammten, verbunden mit der Anfrage, ob Echt daraus einen weiteren Titel produzieren möchten. Unter den Demos befand sich eine einfache Aufnahme aus Gesang und Akustikgitarre des Songs Weinst du. Echt nahm an, dass es sich um einen bisher unbekannten Titel von Rio Reiser handelte, und entschied sich, den Song aufzunehmen.
Später stellte sich heraus, dass Weinst du nicht von Rio Reiser stammte, sondern von einer unbekannten Hamburger Band. Die Plattenfirma hatte den Titel lediglich als Bonus auf das Demoband aufgenommen, in der Annahme, er könnte der Band gefallen. Trotz dieser Entdeckung entschied sich Echt, den Song zu veröffentlichen.
Weinst du wurde zunächst mehrfach bei Liveauftritten gespielt, bevor er offiziell veröffentlicht wurde. Für Kim Frank stellt der Song eine Besonderheit dar, da er ihn als einzigen seiner Karriere als One-Take im Studio aufnehmen konnte – eine im Musikgeschäft eher seltene Vorgehensweise.

## Inhalt
Im Text geht es um die bevorstehende Trennung eines Paares, und das Lyrische Ich fragt eine andere Person, ob sie weine oder nur Regen über ihr Gesicht tropfe. Es sagt, es könne den Tropfen wegküssen, um zu wissen, ob er salzig sei oder nicht, um somit festzustellen, ob sie weint.

## Chartplatzierungen
| ChartsChartplatzierungen | Höchstplatzierung | Wochen |
| ------------------------ | ----------------- | ------ |
| Deutschland (GfK)        | 7 (12 Wo.)        | 12     |
| Österreich (Ö3)          | 15 (10 Wo.)       | 10     |
| Schweiz (IFPI)           | 11 (12 Wo.)       | 12     |

| ChartsJahrescharts (2000) | Platzierung |
| ------------------------- | ----------- |
| Deutschland (GfK)         | 70          |

## Coverversionen

### Montez

#### Entstehung und Veröffentlichung
Im Jahr 2022 nahm der deutsche Rapper Montez eine Coverversion zu Weinst du auf. Dabei wurde der Refrain vom Original übernommen, während die Strophen umgetextet wurden. Diese wurden gemeinsam von Oliver Avalon (Olson), Yannick Johannknecht (Aside), Jan Platt (Lazlo) sowie dem Interpreten selbst umgeschrieben, womit sie auch Urheber des Stücks sind. Aside zeichnete zudem auch für die Produktion verantwortlich.
Die Erstveröffentlichung dieser Version erfolgte als Single am 20. Oktober 2022 bei Vertigo Records. Diese erschien als digitaler Einzeltrack zum Download und Streaming. Am 15. Juni des Folgejahres erschien das Lied als Teil von Montez’ fünften Studioalbum Liebe in Gefahr (Katalognummer: 060245545329), dessen vierte Singleauskopplung es ist. Begleitet wurde die Singleveröffentlichung von einem Musikvideo, das unter der Regie von Andjani Autumn Gatzweiler entstanden ist.

#### Chartplatzierungen
| ChartsChartplatzierungen | Höchstplatzierung | Wochen |
| ------------------------ | ----------------- | ------ |
| Deutschland (GfK)        | 29 (4 Wo.)        | 4      |

### Weitere Coverversionen
- 2012: Ole Feddersen: (Album: Das Beste aus den Live Shows – Die Highlights)
- 2012: Adoro (Album: Träume)
- 2022: Stereoact feat. Sarah Lahn (Album: #Schlager 2)